# Bahnstrecke Kautenbach–Bastogne
| |                                |                                |                                |
| Kursbuchstrecke: | Linn 10                        |                                |                                |
| Spurweite: | 1435 mm (Normalspur)           |                                |                                |
| Stromsystem: | Kautenbach–Wiltz 25 kV 50 Hz ~ |                                |                                |
| Minimaler Radius: | 200 m                          |                                |                                |
| Zweigleisigkeit: | –                              |                                |                                |
| |                                |                                |                                |
| \| \| \| von Luxemburg Ligne 1 (CFL) \| \| \| \| 0,0 \| Kautenbach Keilbahnhof \| Kautenbach Keilbahnhof \| \| \| \| nach Troisvierges \| \| \| \| \| Merkholtz \| \| \| \| \| Paradiso \| \| \| \| \| Tunnel (115 m) \| \| \| \| \| Tunnel (111 m) \| \| \| \| 9,4 \| Wiltz \| Wiltz \| \| \| \| Winseler \| \| \| \| \| (114 m) \| \| \| \| \| Schleif \| \| \| \| \| Tunnel (117 m) \| \| \| \| \| Tunnel (220 m) \| \| \| \| \| Tunnel (290 m) \| \| \| \| \| Schimpach \| \| \| \| \| Staatsgrenze Luxemburg/Belgien \| \| \| \| \| Benonchamps \| \| \| \| \| Neffe \| \| \| \| \| von St Vith \| \| \| \| \| Bastogne Nord \| \| \| \| \| Bastogne Süd \| \| \| \| \| nach Libramont \| \| |                                |                                |                                |
| Strecke |                                | von Luxemburg Ligne 1 (CFL)    | von Luxemburg Ligne 1 (CFL)    |
| Bahnhof | 0,0                            | Kautenbach Keilbahnhof         | Kautenbach Keilbahnhof         |
| Abzweig geradeaus und nach rechts |                                | nach Troisvierges              | nach Troisvierges              |
| Haltepunkt / Haltestelle |                                | Merkholtz                      | Merkholtz                      |
| Haltepunkt / Haltestelle |                                | Paradiso                       | Paradiso                       |
| Tunnel |                                | Tunnel (115 m)                 | Tunnel (115 m)                 |
| Tunnel |                                | Tunnel (111 m)                 | Tunnel (111 m)                 |
| Kopfbahnhof Strecke ab hier außer Betrieb | 9,4                            | Wiltz                          | Wiltz                          |
| Haltepunkt / Haltestelle (Strecke außer Betrieb) |                                | Winseler                       | Winseler                       |
| Tunnel (Strecke außer Betrieb) |                                | (114 m)                        | (114 m)                        |
| Bahnhof (Strecke außer Betrieb) |                                | Schleif                        | Schleif                        |
| Tunnel (Strecke außer Betrieb) |                                | Tunnel (117 m)                 | Tunnel (117 m)                 |
| Tunnel (Strecke außer Betrieb) |                                | Tunnel (220 m)                 | Tunnel (220 m)                 |
| Tunnel (Strecke außer Betrieb) |                                | Tunnel (290 m)                 | Tunnel (290 m)                 |
| Bahnhof (Strecke außer Betrieb) |                                | Schimpach                      | Schimpach                      |
| Grenze (Strecke außer Betrieb) |                                | Staatsgrenze Luxemburg/Belgien | Staatsgrenze Luxemburg/Belgien |
| Bahnhof (Strecke außer Betrieb) |                                | Benonchamps                    | Benonchamps                    |
| Bahnhof (Strecke außer Betrieb) |                                | Neffe                          | Neffe                          |
| Abzweig geradeaus und von rechts (Strecke außer Betrieb) |                                | von St Vith                    | von St Vith                    |
| Bahnhof (Strecke außer Betrieb) |                                | Bastogne Nord                  | Bastogne Nord                  |
| Bahnhof (Strecke außer Betrieb) |                                | Bastogne Süd                   | Bastogne Süd                   |
| Strecke (außer Betrieb) |                                | nach Libramont                 | nach Libramont                 |

Die Bahnstrecke Kautenbach–Bastogne ist eine heute teilweise stillgelegte Nebenbahn in Luxemburg und Belgien. Sie führt von Kautenbach an der Bahnstrecke Luxemburg–Spa über Wiltz nach Bastogne. Heute ist nur noch das 9,48 km lange elektrifizierte Stück Kautenbach–Wiltz in Betrieb.

## Geschichte
Erste Überlegungen zur Anbindung von Wiltz gab es bereits während der Planung der Nordstrecke 1860. Eine direkte Anbindung, d. h. eine Verschwenkung der Hauptstrecke nach Wiltz, wurde sehr schnell verworfen, so dass nur der Bau einer Anschlussstrecke in Frage kam.
Mit der Prinz-Heinrich-Eisenbahngesellschaft entstand 1869 eine zweite Eisenbahngesellschaft in Luxemburg. Ziel war ein zweites, von den Wilhelm-Luxemburg-Eisenbahnen unabhängiges Netz, das die luxemburgischen Eisenerzvorkommen mit Kohlevorkommen in Belgien und Deutschland verbinden sollte. Diese Gesellschaft erhielt 1873 die Konzession für eine Strecke vom belgischen Bastogne über Wiltz bis an die Nordstrecke. Als Abzweigungsbahnhof waren sowohl Kautenbach als auch Wilwerwiltz im Gespräch, wobei sich der Anschluss von Kautenbach aus aufgrund der einfacheren Geländeverhältnisse und der kürzeren Entfernung durchsetzen konnte.
Obwohl 1875 schon der Bau der Bahnstrecke beschlossen wurde, ging die Gesellschaft 1876/77 in Konkurs und die Konzession wurde eingezogen. Die danach gegründete Anonyme Luxemburgische Prinz-Heinrich-Eisenbahn- und Erzgrubengesellschaft übernahm daraufhin die bestehende Konzession und den Streckenbau, das letzte Streckenstück in Belgien sollte allerdings von der belgischen Staatsbahn gebaut werden. Auf luxemburgischer Seite sollte zunächst nur bis 1880 die Strecke bis Wiltz fertiggestellt werden. Aus Kostengründen wurde der Mindestradius für die Kurven auf 200 m reduziert. So sparte man einige Brücken und Tunnel, außerdem konnte die Länge der Geländeeinschnitte verkürzt werden. Die maximale Steigung liegt bei 1,5 %. Die 9,517 km lange Strecke wurde am 1. Juni 1881 eröffnet.
Bis mit den Bauarbeiten zu dem noch fehlenden Abschnitt begonnen wurde, vergingen mehrere Jahre. Erst 1886 begannen die Bauarbeiten.
Der Abschnitt Benonchamps–Bastogne wurde von der belgischen Staatsbahn am 18. Juli 1887 eröffnet, das letzte Teilstück zwischen Wiltz und Benonchamps erst am 1. Juli 1888. Die geplanten Verbindungsstrecken von Bastogne über Redange oder Reichlingen zur Attertlinie sowie über Oberbesslingen nach Troisvierges, die zwischen Wiltz und der Grenze auf die Strecke nach Bastogne treffen sollten, wurden nie gebaut. Allerdings gab es seit 1885 eine Verbindung von Libramont über Bastogne nach Gouvy.
Anfangs musste noch im Grenzbahnhof Benonchamps umgestiegen werden, ab 1893 übernahm die belgische Staatsbahn und die Prinz-Heinrich-Eisenbahn die Betriebsführung zwischen Wiltz und Bastogne im Halbjahresrhythmus.
1907 und 1916 erhielten die Steinbrüche bei Merkholtz einen Bahnanschluss, die Haltestelle Merkholtz 1907 einen Wartesaal. Die Strecke war aber, abgesehen von einigen Jahren, immer ein Verlustbetrieb.
Im Sommer 1944 wurde durch einen Partisanenanschlag der belgische Abschnitt unterbrochen. Wie auf zahlreichen anderen luxemburgischen Bahnstrecken gab es auch auf dieser Strecke während der Ardennenoffensive starke Zerstörungen. Nur der Bahnhof in Kautenbach blieb weitgehend verschont. 1945 war der Betrieb bis Wiltz wieder möglich, erst im Januar 1946 dann auch bis Bastogne.
Im Rahmen der Modernisierungsmaßnahmen nach dem Zweiten Weltkrieg führten die CFL 1948 einen vereinfachten Nebenbahnbetrieb ein. Bereits am 8. Oktober 1950 wurde der Personenverkehr auf dem belgischen Streckenteil eingestellt. Der verbliebene Personenverkehr wurde mit Triebwagen durchgeführt. Am 24. September 1967 wurde schließlich ab Wiltz der gesamte Personen- und Güterverkehr eingestellt. Dieser Teil der Strecke wurde (durchgehend bis Bastogne) in einen Radweg umgewandelt.

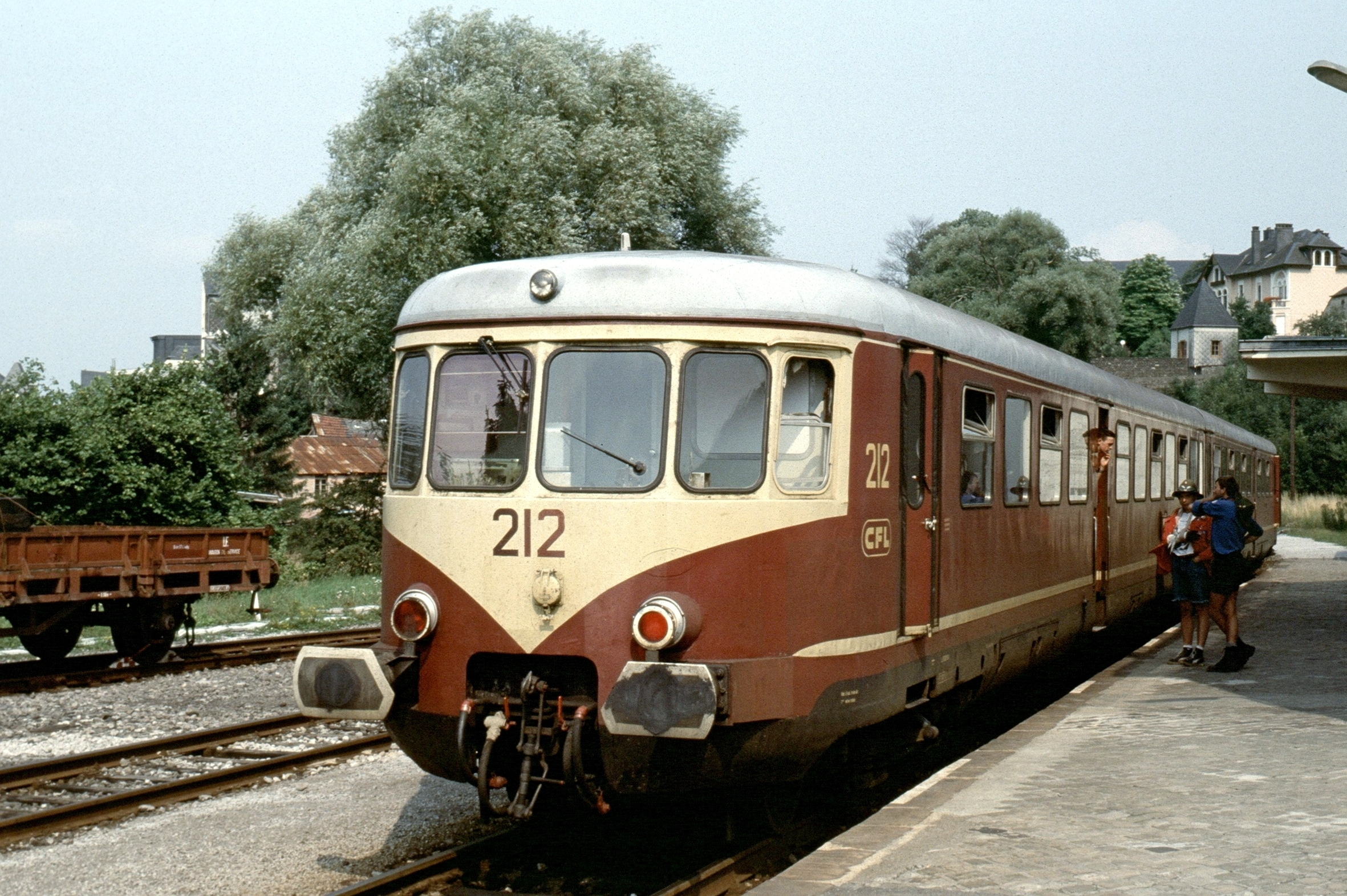
Baureihe Z 200 in Wiltz, derartige Fahrzeuge kamen vor der Elektrifizierung zum Einsatz

Auf der verbleibenden Stichstrecke von Kautenbach nach Wiltz wurden 1969 der Oberbau und die Gleise erneuert sowie 1981 die Bahnhofsgebäude renoviert. Im Rahmen der Elektrifizierung der Nordstrecke wurde auch diese Strecke 1991 elektrifiziert (Eröffnung am 20. April 1991). In den Jahren 2001 und 2004 wurde schließlich eine komplette Sanierung der Strecke, auch des Unterbaus und der Brücken, vorgenommen (offizielle Neueröffnung 2005, Video siehe).
Nahverkehr findet auf der Strecke in Form von Regionalexpress-Zügen und Regionalbahnen im Stundentakt statt, die meisten dieser Züge sind über die Nordstrecke nach Luxemburg-Stadt durchgebunden und haben den Laufweg Luxemburg–Mersch–Ettelbruck–Kautenbach–Wiltz. Eingesetzt werden Wendezüge mit Elektroloks der Baureihe 4000 und Elektrotriebwagen der BR 2000 von De Dietrich Ferroviaire.
Die Haltepunkte Paradiso und Mäerkels werden nicht von allen Zügen bedient (nur RBs) und sind außerdem Bedarfshalte.